# Looney Tunes Cartoons
Looney Tunes Cartoons ist eine Animationsserie aus den USA, die seit 2019 produziert wird. Die Serie ist ein Ableger der originalen Looney Tunes Kurzfilme und modernisiert das Konzept. Die Serie wurde auf dem Annecy Animation Festival 2019 präsentiert und in den USA am 27. Mai 2020 auf dem Streamingdienst HBO Max veröffentlicht. In Deutschland hatte die Serie ihre Premiere am 7. Juni 2021 auf dem deutschen Boomerang.
| Figur                 | Originalsprecher |
| --------------------- | ---------------- |
| Bugs Bunny            | Eric Bauza       |
| Daffy Duck            | Eric Bauza       |
| Marvin, der Marsianer | Eric Bauza       |
| Elmer Fudd            | Jeff Bergman     |
| Schweinchen Dick      | Bob Bergen       |
| Yosemite Sam          | Fred Tatasciore  |
| Roadrunner            | Paul Julian      |
| Beaky Buzzard         | Michael Ruocco   |